# Всемирное исследование ценностей

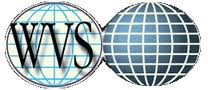
Логотип WVS

Всемирное исследование ценностей (англ. World Values Survey, WVS, также Всемирный обзор ценностей) — исследовательский проект, объединяющий социологов по всему миру, которые изучают ценности и их воздействие на социальную и культурную жизнь. WVS провёл социологические исследования уже в 97 странах, которые охватили в общей сложности 90 % населения. Всего проведено 7 раундов исследований общественного мнения с 1981 по 2020 год. Исследования начались социологом Рональдом Инглхартом. Диаграмма ценностей известна как диаграмма Инглхарта.
Эти исследования демонстрируют изменения в мировоззрении людей, в том, чего они хотят от жизни. Социологи опрашивают представителей всех слоёв населения, используя стандартизированные опросные листы, посредством которых измеряют изменения в ценностях, касающихся религии, отношений полов, трудовой мотивации, демократии, системы управления в стране, социального капитала, участия в политической жизни, толерантности, защиты окружающей среды и субъективного ощущения благополучия. Общество социологов анализирует воздействие изменений в этих ценностях на экономическое развитие стран, на качество жизни граждан и на демократию. Согласно авторам исследований, взгляды на жизнь населения страны играют ключевую роль в её экономическом развитии, в возникновении и функционировании демократических институтов, в распространении равенства полов, а также влияют на эффективность управления.
Исследования проводятся в странах с различными режимами (от авторитарных до демократических), находящихся на разных стадиях экономического развития (как в бедных, так и в очень богатых) и представляющих собой многообразие культурных форм.
WVS — источник эмпирических данных о мировоззрении, ценностях людей, собранных практически по всему миру. На основе этих данных социологами подготовлены тысячи публикаций, которые в свою очередь использованы в материалах различных изданий, таких как Time, Newsweek, The New York Times, The Economist, The World Development Report, а также Human Development Report, которые готовят специалисты ООН. Данные Мирового исследования ценностей доступны бесплатно на сайте WVS; они изучаются социологами по всему миру, а также журналистами, политиками и всеми, кому интересны изменения, происходящие в мировом сообществе.

## История проекта
Всемирный обзор ценностей берёт своё начало от Европейского исследования ценностей, проведённого впервые в 1981 г. В фокусе исследования 1981 года были, в основном, развитые страны, однако интерес к данному исследованию оказался настолько велик, что опросы общественного мнения проведены в более чем 20 странах всех континентов. Сейчас проект объединяет сотни учёных-социологов по всему миру.
Результаты первой волны опросов показали, что смена поколений привела к изменению основных ценностей, относящихся к политике, экономической жизни, религии, роли мужчин и женщин, семейных и сексуальных норм. Ценности молодого поколения последовательно отличались от тех, которые преобладали среди старших поколений, особенно в странах с быстрым экономическим ростом. Чтобы исследовать, действительно ли происходит изменения ценностей, и проанализировать основные причины, была проведена вторая волна опросов WVS в 1990—91 годах. Поскольку эти изменения связаны с экономическим и технологическим развитием, необходимо было включить страны, находящиеся на разных уровнях развития и с разным уровнем доходов.
Третья волна опросов проводилась в 1995—97 годах. На этот раз она была проведена в 55 странах. Повышенное внимание уделялось анализу культурных условий демократии.
Четвёртая волна опросов была проведена в 1999—2001 годах в 65 странах. Ключевой целью был более широкий охват африканских и исламских обществ, которые были недостаточно исследованы в предыдущих опросах.
Пятая волна была проведена в 2005—07 годах, шестая — в 2011—12 годах. В связи с европейским происхождением проекта, ранние волны WVS являются европоцентричными, с небольшим представительством в Африке и Юго-Восточной Азии. Для расширения WVS изменил свою структуру на децентрализованную. В обмен на предоставленные данные опроса по собственному обществу, каждая группа получает непосредственный доступ к данным из всех участвующих обществ, что позволяет им анализировать социальные изменения в более широкой перспективе.
Сеть WVS выпустила более 1000 первичных и несколько тысяч вторичных публикаций на 20 языках.
Базы данных WVS опубликованы в Интернете с бесплатным доступом.
Официальный архив World Values Survey расположен в частной консалтинговой организации ASEP/JDS в Мадриде, Испания.

## Результаты исследований

### Культурные различия
Исследователи сравнивают страны, основываясь на классификации ценностей в две большие категории:
- Ценности выживания/Самовыражения. Ценности выживания ставят на первое место экономическую и физическую безопасность, что связано с относительно этноцентричным мировоззрением, низким уровнем доверия и ксенофобией; ценности самовыражения отдают приоритет защите окружающей среды, гендерному равенству и участию в принятии экономических и политических решений, а также толерантности к иностранцам, геям и лесбиянкам[5].

Например, ценности выживания близки посткоммунистическим восточноевропейским странам, а также странам Азии и Африки, ценности самовыражения — жителям Западной Европы и англоязычным странам. Исследователи также считают, что существует связь между выраженностью в стране ценностей самовыражения и уровнем её благосостояния.
- Традиционные/Секулярно-рациональные ценности. В этой категории к традиционным ценностям относятся религия, семья, почтение к власти, абсолютные стандарты, социальный конформизм, согласие предпочитается открытым политическим конфликтам; секулярно-рациональным — рациональное поведение, достижение успеха, предпочтение светского государства, низкая роль религии.

Например, Россия, с одной стороны, близка по ценностям к полюсу выживания, с другой стороны — рационалистична, как Германия, Норвегия и Дания. Примеры стран с выраженными традиционными ценностями — США, Ирландия, почти все страны Латинской Америки, Индия.

### Глобализация, гендерные отношения и сближение ценностей
Начиная с самого первого этапа исследований 1981 года, данные показывают, что происходят глубокие изменения в политической, экономической и социальной сфере жизни общества наряду с развитием современных технологий. Также происходит интеграция рынков капитала, люди начинают использовать одни и те же СМИ: читать одни и те же книги, смотреть одни и те же фильмы, посещать одни и те же сайты и, наконец, смотреть одни и те же новостные каналы. Действительно, глобализация всегда характеризовалась беспрецедентным ростом мирового движения капитала, товаров, услуг и информации. Поэтому всегда считалось, что процесс глобализации напрямую связан со сближением ценностей. Однако результаты четырёх раундов Мирового исследования ценностей показали, что, вопреки расхожему мнению о том, что в процессе глобализации происходит унификация и вестернизация ценностей, ценности остаются стабильны и не подвергаются изменениям. В результате проведённых исследований не выявлено ни малейших изменений в ценностных нормах, касающихся семьи, брака, отношений полов и национального самосознания за предшествующие 20 лет.
Кроме того, результаты исследований показали, что равенство полов — это не просто последствие демократизации, а один из аспектов глобальных культурных изменений, преобразующих индустриальное общество и создающих необходимость в демократических институтах. Хотя большинство населения до сих пор считает, что мужчины являются лучшими лидерами, чем женщины, число разделяющих эту точку зрения постепенно сокращается в индустриально развитых странах, а также среди молодёжи в менее развитых странах.

### Культура, многонациональность и религия
В отношении религии важными для исследователей являются два показателя. Один из них измеряет, насколько люди участвуют в религиозных обрядах и насколько для них важна их вера. Другой показатель касается отношения людей к взаимосвязи политики и религии и того, одобряют ли они практику, когда религиозные лидеры пытаются воздействовать на политические решения и выбор при голосовании.
Несмотря на то, что согласно теории секуляризации, модернизация и повышение уровня социальной защищённости приводят к снижению уровня участия в религиозной жизни наряду с более скептическим отношением к влиянию религии на политику. Однако недавние исследования изменений в религиозности людей показали, что в процессе глобализации мир становится более разнообразным в культурном отношении, что в свою очередь повышает уровень участия людей в религиозной жизни, а также способствует более позитивному отношению к влиянию религии на политику.
WVS охватывает всё большее количество стран с мусульманским населением. Во время последнего этапа исследований 25 % респондентов идентифицировали себя с мусульманами. WVS в будущем надеется получить больше информации, чтобы составить ценностные портреты рядовых мужчин и женщин из разных частей исламского мира.

### Демократия
Стремление к свободе, нередко ассоциируемое с демократией, является общечеловеческим, но оно присуще лишь тем обществам, в которых уже удовлетворены первичные потребности. Как показывают результаты WVS, только тогда развиваются ценности самовыражения, которые, в свою очередь, ведут к развитию и становлению демократии.
Также обнаружено, что со сменой поколений ценности самовыражения находят всё большее распространение. Поэтому авторы исследований полагают, что в результате страны с авторитарным режимом имеют шанс через 15—20 лет стать более либеральными. А те страны, в которых уровень развития демократии не соответствуют ценностям самовыражения населения, могут со временем стать по-настоящему демократическими.
Суть демократии — в наделении властью рядовых граждан, для чего необходима передача власти от элиты к народу. Следовательно, должно иметь место личностное развитие всех членов общества. WVS показал, что развитие личности основывается на трёх элементах: возможностях для действий (которые включают как материальные ресурсы, так и когнитивные возможности человека), ценностях самовыражения и демократических институтах.
Развитие личности происходит в два этапа. На первом экономическое развитие способствует росту материальных ресурсов, которые, в свою очередь, развивают ценности самовыражения. На втором этапе эффективные демократические институты объединяются в общества, в которых процветают ценности самовыражения.
Для того, чтобы понять сущность становления демократии, сообщество исследователей считает, что недостаточно фокусироваться только на элите; необходимо изучать все слои населения. Важно также делать различие между эффективной демократией и псевдо-демократией, которая может оказаться недолговечной, если решения правительства на деле не будут реализовывать.

## Методология

### Ассоциация всемирного обзора ценностей
Ассоциация всемирного обзора ценностей англ. (The World Values Survey Association, WVSA) — некоммерческая организация со штаб-квартирой в Стокгольме (Швеция). WVSA старается охватить опросами общественного мнения максимально большое количество стран. В каждую страну-участницу опроса направляется приглашённый исследователь — представитель Ассоциации, ответственный за проведение исследований в данной стране. Эти представители анализируют и интерпретируют данные, полученные в ходе исследований, и распространяют отчёты в научной среде, среди представителей власти и широкой публики.
Так как интерпретация полученных результатов опросов и публикация результатов исследования может быть эффективной, только если опросы проводятся одновременно во всех частях планеты, другой целью ассоциации является привлечение к сотрудничеству социологов по всему миру, интересующихся изменениями в социальной жизни общества.
Всемирный обзор ценностей в качестве способа сбора данных использует метод семплирования, систематический и стандартизированный подход к сбору информации через опрос представителей различных национальностей и жителей разных стран. Основными этапами семплированного опроса являются: анкетирование; семплирование; сбор и анализ данных.

### Анкетирование
Для каждой волны опросов запрашивается предложение социологов со всего мира касательно вопросов для анкеты. Разработан «мастер анкет» на английском языке. С 1981 года каждая последующая волна охватывала более широкий спектр общества, нежели предыдущий. Анализ данных каждой волны показал, что некоторые вопросы касались интересных и важных понятий, в то время как другие были маловажными. Это привело к отбору более важных вопросов, и, таким образом, в последующих волнах появляется место для новых вопросов.
Вопросник переведен на различные языки, но во многих случаях также предоставляется оригинал на английском, чтобы проверить точность перевода.

### Выборки
Опросы проводятся для населения от 18 лет и старше. Минимальное количество респондентов — 1000. На первых этапах выборка проводится на основе статистических данных по областям, районам, избирательным участкам, спискам избирателей или центральным регистрам населения. В большинстве стран учитываются численность населения и / или степень урбанизации. В некоторых странах респондентов берут из национальных реестров.

### Сбор данных
После семплирования из каждой страны выбирают определённое количество респондентов. Затем респонденты в течение ограниченного периода времени, который устанавливается Исполнительным комитетом WVS, отвечают на вопросы (дают интервью). Опрос проводится профессиональными организациями с помощью равномерно структурированной анкеты с использованием личных интервью или телефонных интервью для отдалённых районов. Каждая страна имеет главных исследователей (социологов, работающих в академических учреждениях), которые отвечают за соответствие проведённых исследований с установленными правилами. Ни одна страна не входит в волну до того момента, как полная документация не будет передана. Это означает, что данные предоставляются с полностью заполненной методологической анкетой и со специфической информацией по конкретной стране (например, важные политические события во время исследований или важные проблемы страны). После того, как все опросы завершены, главный исследователь получает доступ ко всем исследованиям и данным.

### Анализ
Группа WVS работает с ведущими социологами каждого из исследованных обществ. Это помогает распространять методы социальных наук в новые страны. Каждая исследовательская группа, которая внесла свой вклад в исследования, анализирует результаты на основе собственных гипотез. Исследователи могут сравнивать собранные данные и полученные аналитические выводы о ценностях и убеждениях людей их стран с множеством других стран и тестировать альтернативные гипотезы. Кроме того, участники приглашаются на международные заседания, на которых сравниваются результаты и интерпретации других членов сети WVS. Результаты исследования затем распространяются через совместные публикации.

### Практическое использование
Данные WVS используют более 100 000 учёных, журналистов, политиков и т. д. Данные доступны на веб-сайте WVS, который содержит инструменты, разработанные для оперативного анализа.